# Comuna Huleaiivka, Berezivka
Huleaiivka (în ucraineană Гуляївка) este o comună în raionul Berezivka, regiunea Odesa, Ucraina, formată din satele Huleaiivka (reședința), Mareanivka, Odradna Balka și Saharove.

## Demografie
Componența lingvistică a comunei Huleaiivka
     Ucraineană (93,07%)
     Română (3,42%)
     Rusă (2,54%)
     Alte limbi (0,88%)
Conform recensământului din 2001, majoritatea populației comunei Huleaiivka era vorbitoare de ucraineană (93,07%), existând în minoritate și vorbitori de română (3,42%) și rusă (2,54%).